# Octopus digueti
Octopus digueti är en bläckfiskart som beskrevs av Perrier och Alphonse Trémeau de Rochebrune 1894. Octopus digueti ingår i släktet Octopus och familjen Octopodidae. Inga underarter finns listade i Catalogue of Life.